# Suhaia
Suhaia è un comune della Romania di 2 565 abitanti, ubicato nel distretto di Teleorman, nella regione storica della Muntenia. 
Da Suhaia si è staccato nel 2004 il villaggio di Fântânele, andato a formare un comune autonomo.